# Comuna de Stare Pole
Stare Pole (polaco: Gmina Stare Pole) é uma gmina (comuna) na Polónia, na voivodia de Pomerânia e no condado de Malborski. A sede do condado é a cidade de Stare Pole.
De acordo com os censos de 2004, a comuna tem 4690 habitantes, com uma densidade 58,8 hab/km².

## Área
Estende-se por uma área de 79,72 km², incluindo:
- área agrícola: 76%
- área florestal: 3%

## Demografia
Dados de 30 de Junho 2004:
|                      | Total   | Total | Mulheres | Mulheres | Homens  | Homens |
| -------------------- | ------- | ----- | -------- | -------- | ------- | ------ |
|                      | pessoas | %     | pessoas  | %        | pessoas | %      |
| População            | 4575    | 100   | 2264     | 49,5     | 2311    | 50,5   |
| Densidade (pop./km²) | 57,4    | 100   | 28,4     | 28,4     | 29      | 29     |

De acordo com dados de 2005, o rendimento médio per capita ascendia a 2023,49 zł.

## Comunas vizinhas
- Dzierzgoń, Gronowo Elbląskie, Malbork, Markusy, Nowy Staw, Stary Targ